# Barwāla
Barwāla är en ort i Indien.   Den ligger i distriktet Hisar och delstaten Haryana, i den norra delen av landet, 150 km nordväst om huvudstaden New Delhi. Barwāla ligger 226 meter över havet och antalet invånare är 36 694.
Terrängen runt Barwāla är mycket platt. Runt Barwāla är det tätbefolkat, med 442 invånare per kvadratkilometer. Barwāla är det största samhället i trakten. Trakten runt Barwāla består till största delen av jordbruksmark.